# Hans Mayer (Wirtschaftswissenschaftler)
Hans Mayer (geboren 7. Februar 1879 in Wien, Österreich-Ungarn; gestorben 28. Oktober 1955 in Wien) war ein österreichischer Wirtschaftswissenschaftler.

## Leben
Hans Mayer kam aus einer kinderreichen Familie, sein Vater Johannes Mayer war als Kaufmann falliert und starb frühzeitig, seine Mutter Elisabeth Anthony kam aus dem Moselländischen. Er wuchs auf einem Dorf in der Steiermark auf. Mayer studierte Jura an der Universität Wien, wurde bei Friedrich von Wieser 1907 promoviert und war nach dem Examen bis 1912 in der Finanzlandesdirektion Wien tätig. Er wurde 1912 außerordentlicher Professor an der Universität Freiburg in der Schweiz, nach der Habilitation in Wien 1914 ordentlicher Professor an der Technischen Hochschule Prag, da er aber als Soldat in den Ersten Weltkrieg zog, kam er erst 1919 nach Prag. Mayer wurde 1921 ordentlicher Professor an der Universität Graz in der Nachfolge von Joseph Schumpeter. 1923 erhielt er den Lehrstuhl Wiesers an der Universität Wien. Er übte 1927/28 das Amt des Dekans aus. Er wurde 1950 emeritiert. 
Mayers Forschungen konzentrierten sich auf theoretische Nationalökonomie. Er war ein bedeutender 
Vertreter der Österreichischen Schule der Nationalökonomie. Er baute Preistheorien aus und schuf Grundlagen für Untersuchungen über Wirtschaftsbegriffe und Produktionsgesetzmäßigkeiten. Mayer publizierte relativ wenig.
In der Auseinandersetzung mit Othmar Spann gründete er 1927 die Nationalökonomische Gesellschaft (NOeG) und 1930 die Zeitschrift für Nationalökonomie mit den Redakteuren Paul Rosenstein-Rodan, der 1930 nach England ging, und Oskar Morgenstern, der 1938 emigrieren musste. Mayer passte sich nach dem Anschluss Österreichs 1938 an den Nationalsozialismus an und schloss die jüdischen Mitglieder aus der NOeG aus. Auch die Auseinandersetzung mit Spann, der als Unterstützer des Ständestaats von den Nationalsozialisten entlassen worden war, setzte er fort und blieb am Ende als einziger Hauptvertreter der Österreichischen Schule im Deutschen Reich im Amt. Nach dem Krieg erschien er unbelastet und wurde 1945/46 zum Prodekan bestimmt. 
Mayer wurde im Jahr 1932 zum korrespondierenden und 1941 zum ordentlichen Mitglied der Akademie der Wissenschaften in Wien gewählt.

## Schriften (Auswahl)
- Eine neue Grundlegung der theoretischen Nationalökonomie, in: Zeitschrift für Volkswirtschaft, Sozialpolitik und Verwaltung, 1911, S. 181–209
- (Hrsg.): Die Wirtschaftstheorie der Gegenwart. 4 Bände. Wien : Springer, 1927–1932
- (Hrsg.): Hundert Jahre Österreichischer Wirtschaftsentwicklung 1848–1948. Auf Veranlassung der Bundeskammer der Gewerblichen Wirtschaft zum Hundertjährigen Bestande der Kammerorganisation. Wien : Springer Vienna, 1949
- Neue Beiträge zur Wirtschaftstheorie : Festschrift Anlässlich des 70. Geburtstages von Hans Mayer. Heidelberg : Springer, 1949